# Свети Илия (Костур)
Вижте пояснителната страница за други значения на Свети Илия.
„Свети Илия“ (на гръцки: Ιερός Ναός Προφήτη Ηλία) е православна църква в македонския град Костур, част от Солунската епархия на Вселенската патриаршия, под управлението на Църквата на Гърция.
Църквата е разположена в северната част на костурския полуостров Горица. Построена е в XX век и в архитектурно отношение е голям кръстокуполен храм.